# شارون هيغينز
شارون هيغينز (بالإنجليزية: Sharon Higgins)‏ هي كاتبة غنائية أمريكية، ولدت في 6 يوليو 1941، وتوفيت في 3 يناير 2003.